# Psalm 3

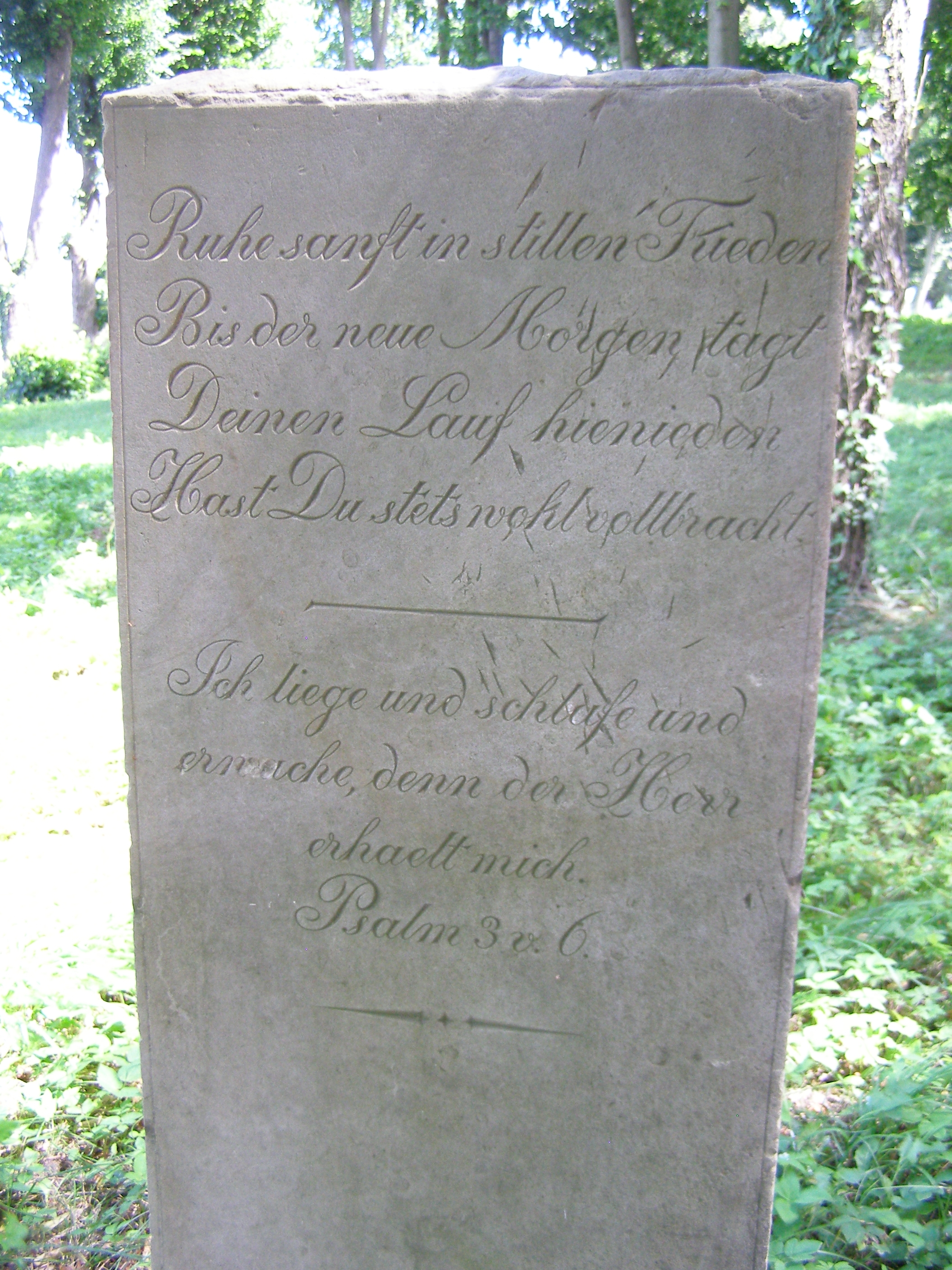
Psalm 3,6 auf einem Grabstein

Der 3. Psalm ist ein Psalm Davids und gehört in die Reihe der Klagelieder eines Einzelnen. 

## Gliederung
Der Alttestamentler Hermann Gunkel gliedert den Psalm auf folgende Art:
1. Vers 2f: Klage (erste Strophe)
2. Vers 4–7: Vertrauen (zweite und dritte Strophe)
3. Vers 8: Bitte und Gewissheit der Erhörung (vierte Strophe)
4. Vers 9: Bekenntnis

## Datierung und Erklärung
Die Angabe der Psalmüberschrift „Von David. Als er vor seinem Sohn Absalom floh.“ (vgl. hierzu 2 Sam 15–18 ) wird als sekundäre, d. h. spätere Ergänzung eingestuft. Zum einen, weil sich die dortige Verfassung Davids (tiefgekränkt) nicht in dem Psalm widerspiegelt. Zum anderen, weil der Berg Zion zu Davids Zeit noch nicht der „heilige Berg“ war (Vers 5b). Deshalb schreibt Hans-Joachim Kraus: „Eine zeitliche Ansetzung des Psalms ist nicht möglich, doch wird man an vorexilische Zeit denken können.“
Insgesamt geht es in diesem Psalm um das Wissen und Vertrauen des persönlich Errettetseins derjenigen, die sich zu JHWHs Volk zählen und ihn anrufen. „Du aber, JHWH,  bist ein Schild um mich her, meine Herrlichkeit, und der mein Haupt emporhebt.“ (Vers 4): Dies ist das emphatische Gebet der Bedrängten, die sich zu JHWH hinwenden. „So ist nun das die Lehre aus dem Psalm“, schreibt Martin Luther in seiner Auslegung, „daß niemand sich zu sehr soll fürchten oder verzagen, es gehe so übel es immer wolle“.
Es sollte nicht übersehen werden, dass dieser Psalm zwar dazu einlädt sich selbst als einen von JHWH Erlösten zu betrachten. Aber der Psalmist legt die Worte freilich nicht in den Mund eines anonymen Betenden, sondern in den Mund Davids (Vers 1). König David ist somit der hermeneutische Schlüssel des Psalms. Der Leser wird dazu ermutigt zuzusehen, wie Gott selbst jemanden wie David, der zu dieser Zeit sehr in Bedrängnis war, errettet und später zum König über ganz Israel erhöht.

## Rabbinische Literatur
Im Babylonischen Talmud wird diskutiert, warum der Psalm die Überschrift „Psalm“ (מִזְמֹור mizmôr) und nicht „Klagelied“ (קִינָה qînāh) trägt:

„„Ein Psalm Davids, als er vor seinem Sohn Abschalom floh.“ (Ps 3,1 ) „Ein Psalm“? „Ein Klagelied“ soll es heißen! Rabbi Schimon bei Abischalom sprach: „Ein Gleichnis: Wem ähnelt diese Angelegenheit? Einem Menschen, auf den ein Schuldschein ausgestellt wurde. Bevor er ihn einlöste, war er traurig, nachdem er ihn einlöste, war er froh. So auch David. Als der Heilige, gepriesen sei er, zu ihm gesagt hatte: „Ich werde dafür sorgen, dass sich aus deinem eigenen Haus das Unheil gegen dich erhebt“ (2 Sam 12,11 ), war er traurig. Er dachte: „Vielleicht ist es ein Sklave oder ein Bastard“, der mit mir kein Erbarmen haben wird. Als er sah, dass es Abschalom war, war er froh.““

Der Psalm wird im Talmud gemäß seiner Überschrift auf David zurückgeführt. Die Stelle ist bemüht, der Situation, in der sich David befand, etwas Positives abzugewinnen. Demnach war David zunächst beunruhigt, als er noch nicht wusste, von welcher Seite ihm Unheil drohte. Vor Abschalom fürchtete er sich weniger, weil er sich von seinem eigenen Sohn eine mildere Behandlung erhoffte. Deshalb ist der Psalm keine Klage.

## Vertonungen
- Heinrich Schütz, Beckerscher Psalter (1628, rev. 1661) – SWV 99, Ach wie groß ist der Feinde Rott (Psalm 3)
- Richard Wetz, Der dritte Psalm für Bariton, gemischten Chor und Orchester op. 37 ("Ach Herr, wie sind meiner Feinde so viel") (1914, UA 1920)[7]